# راینر باومان
راینر باومان (به آلمانی: Rainer Baumann) بازیکن فوتبال و مهاجم اهل آلمان شرقی بود که از سال ۱۹۵۶ میلادی عضو تیم ملی فوتبال آلمان شرقی بوده‌است. وی در ۲ بازی ملی حضور داشته و در بازی‌های ملی‌اش گلی به ثمر نرساند. راینر باومان آخرین بازی ملی خود را در سال ۱۹۵۶ میلادی انجام داد.